# Santibáñez del Val
Santibáñez del Val község Spanyolországban, Burgos tartományban.  Lakosainak száma 70 fő (2024).

## Népesség
A település népessége az utóbbi években az alábbiak szerint változott:
| Lakosok száma | 68   | 70   | 66   | 65   | 65   | 56   | 47   | 48   | 54   | 70   |
|               | 2001 | 2004 | 2006 | 2009 | 2011 | 2014 | 2016 | 2019 | 2021 | 2024 |